# محطة طنجة المدينة
محطة طنجة المدينة هي محطة سككية تقع في مدينة طنجة المغربية.

## خطوط
- طنجة - فاس
- طنجة - الدار البيضاء
- طنجة - مراكش
- طنجة - ميناء طنجة المتوسط
- طنجة - الدار البيضاء (البراق)

### مقالات ذات صلة
- البراق (قطار فائق سرعة)